# Якубовський Антін Павлович
Антоній Павлович Якубовський (1880 — † ?) — полковник армії УНР.

## Життєпис
Народився в місті Києві. Станом на 1 січня 1910 — поручик 3-го Брест-Литовського фортечного батальйону піхоти. В 1917 — командир роти Тіфліського військового училища. Останнє звання в армії Росії — підполковник.
З 18 липня 1918 — вартовий старшина Військового міністерства Української Держави. З 5 липня 1919 p. — на чолі наказної частини Військового міністерства УНР. З 19 липня 1920 — через хворобу залишився в Кам'янець-Подільському, після відступу української армії з міста. Переховувався від більшовиків. Пізніше повернувся в Армію УНР. З 1 листопада 1920 — діловод Головної ілізаційно-особової управи Військового міністерства УНР. Станом на 1922p. — начальник відділу Інтендантської управи Військового міністерства УНР. Подальша доля невідома.

## Вшанування пам'яті
28 травня 2011 року у мікрорайоні Оболонь було відкрито пам'ятник «Старшинам Армії УНР — уродженцям Києва». Пам'ятник являє собою збільшену копію ордена «Хрест Симона Петлюри». Більш ніж двометровий «Хрест Симона Петлюри» встановлений на постаменті, на якому з чотирьох сторін світу закріплені меморіальні дошки з іменами 34 старшин Армії УНР та Української Держави, які були уродженцями Києва (імена яких вдалося встановити історикам). Серед іншого вигравіруване й ім'я Антіна Якубовського.